# Palazzo Comunale (Rieti)
Il Palazzo Comunale è un edificio di Rieti, sede del municipio e del museo civico cittadino, che affaccia su piazza Vittorio Emanuele II.
Il palazzo risale al Duecento, ma è stato radicalmente modificato nei secoli successivi; nel Cinquecento vi furono restauri del Vignola, il suo aspetto attuale fonde lo stile neoclassico della facciata (Brioni), l'eclettismo dei corpi di fabbrica novecenteschi (Sacconi e Bazzani), lo stile liberty degli interni (Calcagnadoro), e il razionalismo dell'adiacente torre civica (Battistrada).

## Storia
L'edificio ha una storia complessa ed è il risultato della stratificazione di numerosi interventi di ampliamento e ristrutturazione che si sono succeduti nel corso del tempo.
Il nucleo originario del palazzo fu edificato nella seconda metà del XIII secolo per ospitare il governo del libero comune reatino, che a quel tempo era costituito da priori; per tale ragione l'edificio era noto come "palazzo dei priori". Questo primo edificio era tutto in conci di travertino e aveva proporzioni più ristrette di quello attuale, in quanto confinava con i palazzi di due importanti famiglie reatine: i Moroni e gli Alfani. L'unica parte superstite di questa prima struttura si trova sul lato orientale dell'edificio, dove è ancora visibile la muratura duecentesca in blocchi di travertino, e si notano le tracce di una bifora e di una finestra entrambe murate in epoche successive, nonché due rilievi scolpiti a forma di pesce.
Nel corso del tempo il palazzo venne progressivamente ampliato e fuso con gli edifici adiacenti, approfittando della decadenza delle famiglie che ne erano proprietarie. Il primo significativo ampliamento avvenne alla fine del XV secolo, quando il palazzo inglobò due case contigue nel lato occidentale: quella del nobile Battista Morroni e quella del muratore lombardo maestro Domenico.
Nel corso del Cinquecento la parte orientale del palazzo venne ampliata verso nord; tale intervento è attribuito da alcuni al Vignola, che avrebbe redatto il progetto attorno al 1563, anche se questo fu eseguito solo in parte. Questo intervento è tuttora visibile sul fianco orientale dell'edificio, nella parte dove si trovano le finestre e i portali (adiacente alla sezione duecentesca).
Nel 1616 la nuova campana del campanile fu benedetta nella chiesa di Sant'Agostino dal vescovo di Rieti, cardinal Pier Paolo Crescenzi.
Intorno alla metà del XVIII secolo, il palazzo fu affrescato da Vincenzo Manenti.

Il palazzo come si presentava dalla fine del Settecento alla fine dell'Ottocento. Alla sua sinistra è visibile l'albergo della Croce Bianca.

Nella seconda metà del Settecento il palazzo acquisì la fisionomia attuale: infatti tra il 1748 e il 1752 la facciata venne completamente rifatta su progetto dell'architetto romano Filippo Brioni; Giuseppe Subleyras invece realizzò il campanile.

### I rimaneggiamenti di inizio Novecento
L'edificio fu gravemente danneggiato dal terremoto del 1898, che provocò il collasso di diverse parti della struttura e fece cadere la campana dal campanile.
In seguito al sisma si fronteggiarono due opinioni sul destino del palazzo: alcuni (tra i quali il consigliere comunale Giuseppe Palmegiani) proponevano di demolire l'edificio e di riedificarlo totalmente, in posizione leggermente arretrata: in tal modo la facciata del palazzo sarebbe stata portata in linea con gli edifici di Via Garibaldi e del lato nord di piazza Vittorio Emanuele (che furono tutti arretrati nel corso dell'Ottocento all'interno di un progetto di ampliamento della piazza e di allargamento della strada). Il celebre architetto Giuseppe Sacconi proponeva invece di mantenere l'edificio esistente, eseguendo dei lavori per riparare i danni, consolidare la struttura e facilitare l'accesso ai diversi corpi di fabbrica con un nuovo scalone d'ingresso.

Il palazzo come si presentava negli anni venti-trenta, dopo i restauri del 1908 ma prima della costruzione della torre

Nel 1903 il consiglio comunale si espresse a favore di quest'ultima soluzione; i lavori furono avviati nel 1909 ed eseguiti dalla ditta Ceci sotto la direzione dell'allora giovane architetto Cesare Bazzani, che fu affiancato dall'ingegnere comunale Angelo Blasetti.
Il problema dell'arretramento del palazzo rimase così insoluto: per mitigarlo, il Bazzani realizzò al piano terra un portico, che rendeva calpestabile la parte del palazzo sporgente rispetto a via Garibaldi e alla piazza. Ai tre archi già presenti, il Bazzani ne aggiunse due sulla facciata (laddove prima sorgevano due botteghe) e progettò di realizzarne uno su ciascun fianco, per aprire il portico anche ai lati, anche se la realizzazione di questi ultimi è successiva: l'arco sul lato occidentale fu aperto nel 1930, quello sul lato orientale solo nel 1953.
Il Bazzani inoltre restaurò la facciata, alla quale aggiunse alcune decorazioni: una riproduzione dello stemma comunale, quello della casa Savoia, e alcune aggiunte alla decorazione dell'orologio. Su idea dell'ingegner Blasetti, nella parte posteriore venne realizzata una corte interna, che permetteva di dare luce allo scalone principale e ai vari uffici.

### L'ampliamento sul fianco occidentale e posteriore

Il lato posteriore del palazzo come si presentava fino agli anni Quaranta. Sono visibili gli elementi in seguito eliminati: la piazzetta, la scalinata d'accesso e Palazzo Alfani (l'edificio ingabbiato a destra).

L'insufficienza degli spazi destinati all'amministrazione comunale (elevata nel 1927 a capoluogo di provincia), nonché il vuoto lasciato dalla demolizione avvenuta nel 1935 del vecchio albergo della Croce Bianca (edificio che si trovava alla sinistra del municipio, anch'esso danneggiato con il terremoto del 1898), portarono negli anni successivi alla realizzazione di nuovi lavori indirizzati all'ampliamento del municipio.
Il progetto, elaborato nel 1940 dall'architetto e urbanista Giuseppe Battistrada, prevedeva la costruzione di un'alta torre in stile razionalista al posto dell'albergo della Croce Bianca, e di una nuova ala - più bassa - sul lato posteriore (al posto del preesistente palazzo Alfani), simmetrica al braccio cinquecentesco dell'edificio.
I lavori per la costruzione della torre ebbero inizio nel 1939. La loro esecuzione fu rallentata dallo scoppio della seconda guerra mondiale, nonché dalla morte prematura dell'architetto; nel dopoguerra, inoltre, intervennero ripensamenti progettuali, che portarono a modificare la disposizione interna della torre, e a ridurre la sua altezza rispetto a quella inizialmente preventivata. I lavori sulla torre si conclusero definitivamente nel 1956.
Sul lato posteriore i ripensamenti furono ancora più consistenti: il progetto di Battistrada fu seguito solo in parte e, dopo varie proposte tese ad armonizzare al meglio l'antico col moderno, prevalse il progetto dell'ingegnere comunale Gustavo Domenico Di Benedictis. La realizzazione dei lavori si concluse solo negli anni Settanta.
Insieme alla nuova ala posteriore, che comportò la demolizione del Palazzo Alfani, venne realizzato anche un grande terrazzamento che appianava il declivio retrostante, in sostituzione della preesistente piazzetta e della scalinata che permetteva di superare il dislivello. La parte del terrazzamento a cielo aperto prese il nome di "largo Alfani" e fu adibita a parcheggio per automobili, mentre nella parte seminterrata fu realizzato un mercato coperto.
Nel 2013 sono stati avviati lavori di ristrutturazione esterna sull'intero edificio, approvati dalla giunta Emili ed eseguiti dalla giunta Petrangeli, che hanno comportato il rifacimento dell'intonaco esterno (completato nell'agosto 2014), l'installazione di una nuova illuminazione artistica (inaugurata nel giugno 2015), e l'installazione di uno smorzatore antisismico sulla sommità della torre civica (eseguita nel luglio 2014).

## Descrizione

Pianta dei vari corpi di fabbrica. L'area a scacchi indica il portico.

Il palazzo affaccia su piazza Vittorio Emanuele II, ha il retro su largo Alfani, il fianco occidentale su via Pennina e quello orientale su via della Pescheria.
L'edificio si compone di vari corpi di fabbrica (il corpo più antico, la torre civica e il retro), che costituiscono un blocco unico e si sviluppano attorno a una piccola corte scoperta. Il pianterreno è occupato da un portico, che collega la facciata con il lato posteriore e ospita gli accessi agli ambienti interni.

### Esterno

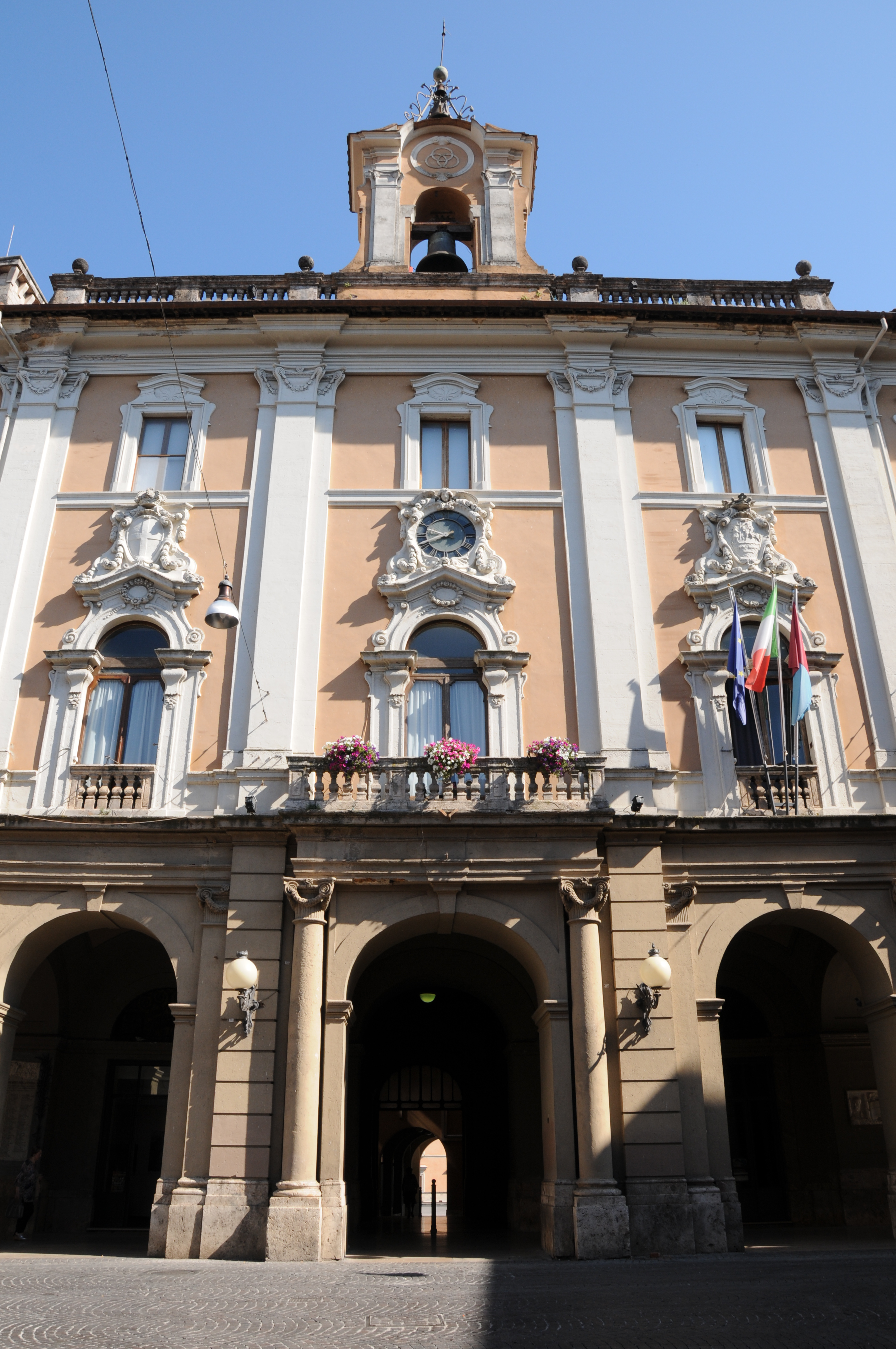
Dettaglio della facciata

La facciata, in stile tardo barocco, ha due ordini di finestre e un ordine di archi al piano terra, che danno accesso al portico. La finestra centrale del primo piano è dotata di un piccolo balcone e il suo frontone culmina in un orologio. La facciata fu realizzata nel 1748 dall'architetto romano Filippo Brioni; per molto tempo fu ritenuta erroneamente opera del Biscagli (la corretta paternità fu dimostrata solo all'inizio del Novecento da Giuseppe Colarieti Tosti). Solo i tre archi centrali risalgono al progetto originario del Brioni: gli archi di destra e di sinistra furono infatti aggiunti da Cesare Bazzani a inizio Novecento, per dare maggiore luce e respiro al portico; per questioni di intercolumnio sono di tipo ellittico anziché a tutto sesto come i tre centrali.
La facciata culmina in un piccolo campanile a vela, opera dell'architetto Giuseppe Subleyras; al suo interno si trova una campana in bronzo, realizzata dai fonditori Bernardo e Domenico Cozzetti nel 1616.

### Portico
Il pianterreno dell'edificio è occupato da un portico, di cui due rami si sviluppano trasversalmente (lungo la facciata e lungo il retro dell'edificio) mentre un altro si sviluppa longitudinalmente e mette in comunicazione il portico anteriore con quello posteriore, passando per la corte interna.
Attorno al portico si trovano alcuni locali che ospitano sportelli municipali e servizi rivolti ai cittadini, come l'anagrafe o l'ufficio turistico, ai quali si accede direttamente dal portico. In corrispondenza della corte si trova una piccola fontana, che usa come vasca un antico capitello.
Sulle pareti del portico sono presenti diversi monumenti e lapidi:
- un busto di Giuseppe Garibaldi, opera di Paolo Bartolini (1883);[13]
- un busto di Vittorio Emanuele II, opera di Tito Giannini (1883);[13]
- un'iscrizione posta nel 1883 a memoria dei reatini caduti nei conflitti del risorgimento;
- una lapide intarsiata a memoria dei caduti nella prima guerra mondiale;
- una stazione meteorologica comprensiva di termometro, barometro e igrometro a capello, incastonati in decorazioni stile liberty di ferro battuto, realizzata nel 1914 dalla "scuola di coltura operaia" diretta da Antonino Calcagnadoro;
- un'iscrizione posta il 18 settembre 1910 per commemorare il 50º anniversario dell'annessione di Rieti allo Stato Italiano;
- un bassorilievo che raffigura Giuseppe Mazzini con la frase «ho fede incrollabile nell'avvenire d'Italia», posto nel 1919;
- una targa in memoria di tutti i caduti sul lavoro, posta il 19 marzo 1954 dall'ANMIL;
- un'iscrizione posta nel 1954 a memoria del vescovo Benedetto Cappelletti;
- un'iscrizione posta nel 1999 a memoria dei reatini eletti deputati all'assemblea costituente della Repubblica Romana del 1849.

### Interni

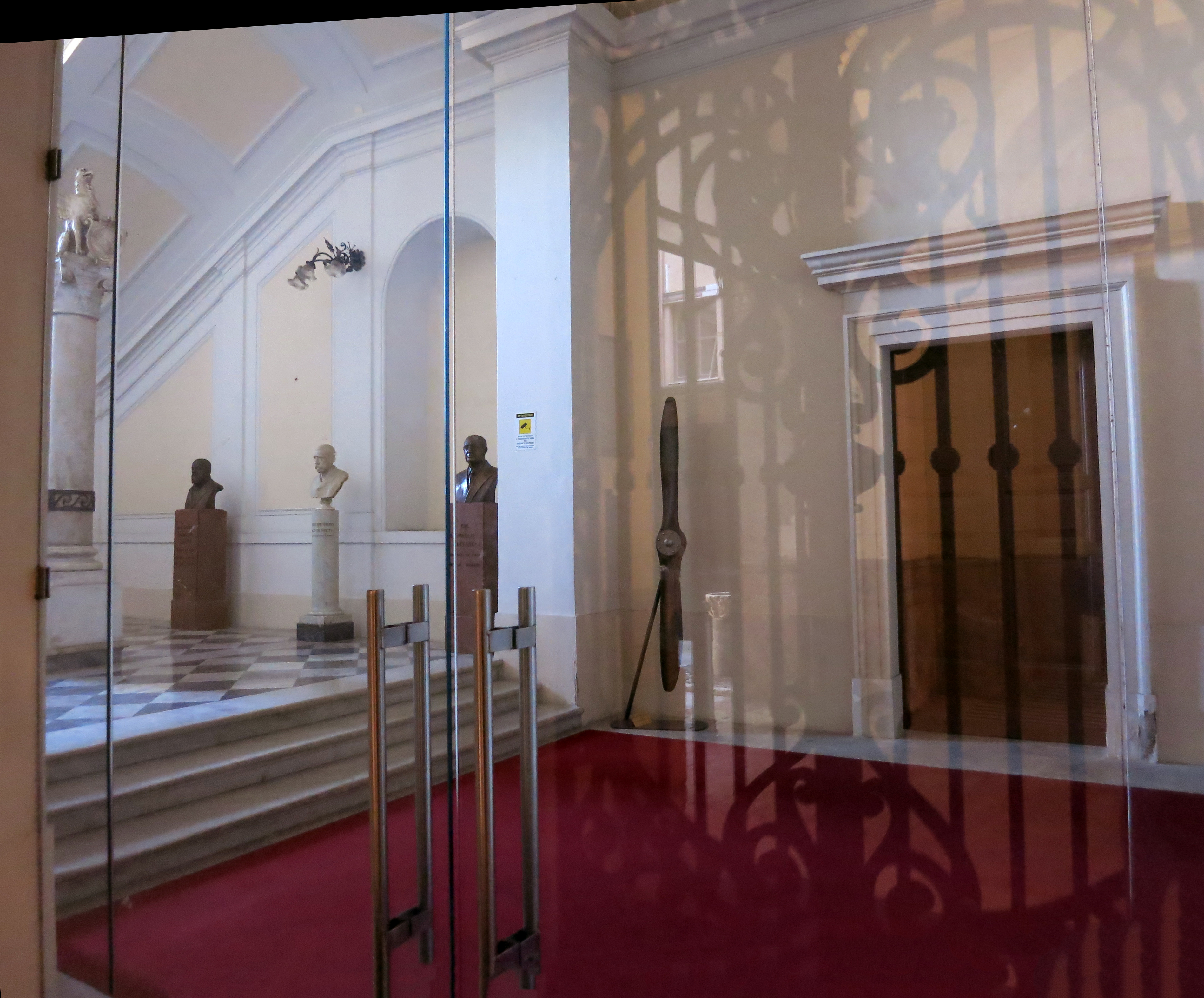
L'atrio all'ingresso principale

#### Atrio e scalone
L'ingresso principale dell'edificio si trova lungo il portico longitudinale ed è chiuso da un cancello in ferro battuto. Tramite esso si entra in un elegante atrio, decorato in stile liberty, dove si trova lo scalone che dà accesso ai due piani rialzati, opera del Bazzani e dell'ingegnere comunale Angelo Blasetti. Lungo lo scalone, sulle pareti e nei pianerottoli, si trovano una serie di opere d'arte, tra le quali:
- un busto di Papa Clemente XII, opera di Lorenzo Ottoni (1735);[14]
- un altorilievo di epoca romana arcaica che raffigura una lotta tra gladiatori e belve;[14]
- una statua di epoca romana detta "Marmo Cibocchi";[10]
- due bassolivievi con volti ritenuti raffigurare i santi Eleuterio e Anzia;[10]
- alcuni putti provenienti dalla trabeazione di edifici;[14]
- capitelli corinzi e ionici;[14]
- alcune iscrizioni di epoca romana, tra cui una di L. Oranio e una di Agrippa;[14]
- un busto marmoreo di Lodovico Petrini, primo sindaco post-unitario di Rieti;
- un busto bronzeo del sindaco antifascista Angelo Sacchetti Sassetti;
- un busto bronzeo del sindaco e parlamentare Lionello Matteucci;
- un'elica in legno di un aeroplano Caproni, donata da Maria Fede Caproni in memoria della presenza delle Officine Reatine Lavorazioni Aeronautiche nella città.[23]

#### Primo piano
Al primo piano si ha accesso per mezzo di una porta in noce, realizzata dal mobilificio reatino Nicoletti, con pannelli ornati da decorazioni disegnate dallo stesso Bazzani. Tale piano ospita la sala consiliare (sede del consiglio comunale), la sala delle commissioni consiliari e gli uffici del sindaco, degli assessori, dei capigruppo e del presidente del consiglio comunale.

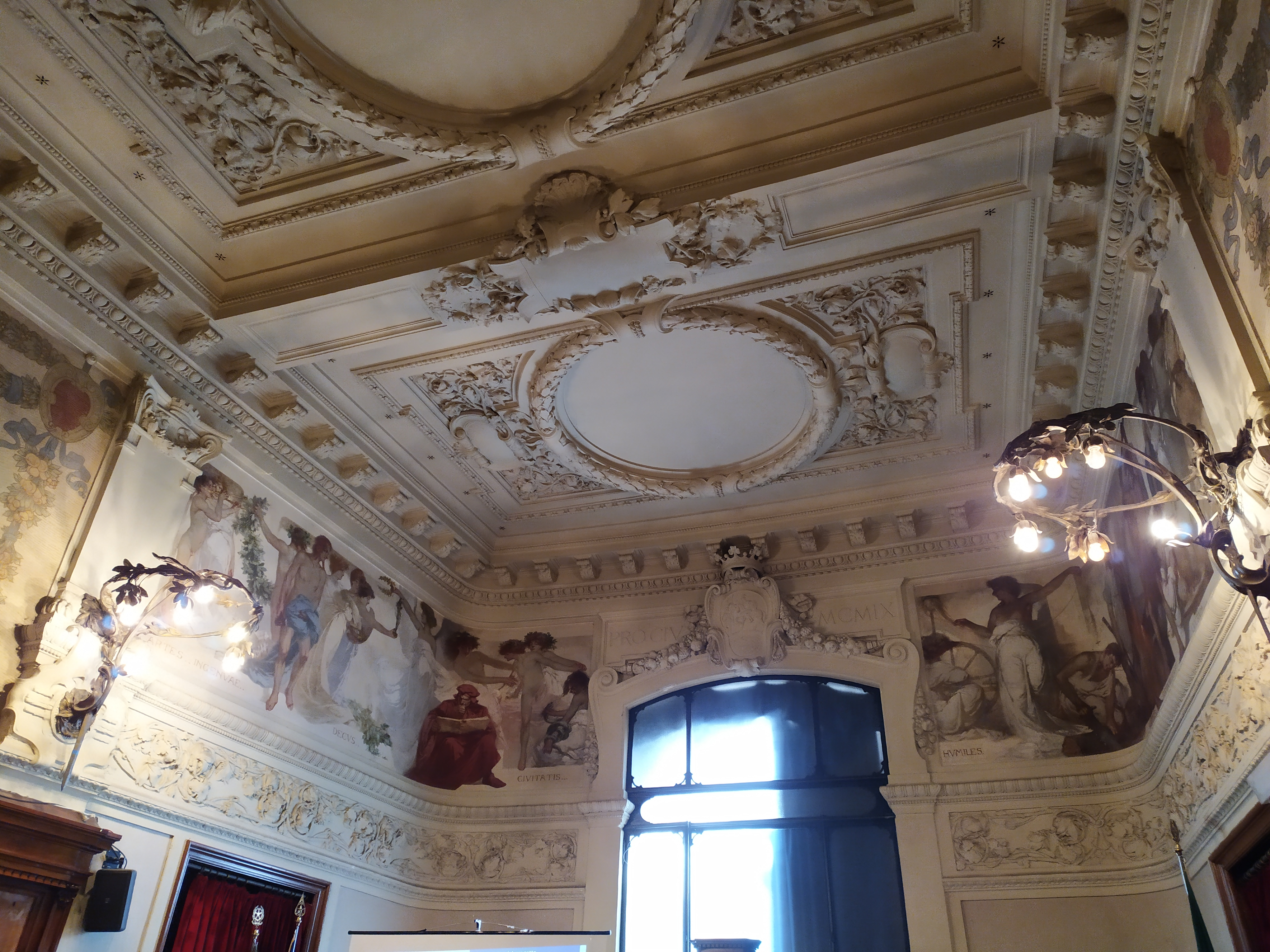
La sala consiliare con gli affreschi di Calcagnadoro

La sala consiliare, in stile liberty, è il cuore dell'edificio. Vi si accede tramite un'antisala, che ha sul soffitto decorazioni disegnate da Cesare Bazzani. La sala vera e propria è arredata con lampade in ferro battuto realizzate da Duilio Cambellotti e con stalli lignei. Le pareti sono decorate con stucchi di Cesare Bazzani, con pitture di Quirino De Santis e soprattutto con quattro tempere di Antonino Calcagnadoro, pregevoli opere della sua produzione giovanile, che rappresentano la Giustizia, le Arti, l'Industria e l'Agricoltura.
- Nella tempera delle Arti, contraddistinta dal motto «Artes ingenuae decus civitatis», Calcagnadoro rappresenta scene di danza e musica, la personificazione della pittura con la tavolozza, della scultura con il martello, della poesia alata che porge una corona di alloro e della medicina, che uccide il male simboleggiato da un serpente; su un gradino, accovacciato, è rappresentato Dante Alighieri immerso nella lettura.[24]
- Nell'Industria, contraddistinta dal motto «Humiles artes reipublicae lucrum», sono raffigurati filatrici, vasai, fabbri e falegnami.[24]
- Nella tempera della Giustizia, segnata dal motto «Mitis insontibus sontibus aspera», compare la sua personificazione, una donna vestita di rosso che tiene in mano una spada.[24]
- Nell'Agricoltura, contraddistinta dal motto «Agricolae sudores laetitiae fructus», compare un uomo che ara la terra con un bue, e delle donne che raccolgono il frumento.[25]

#### Secondo piano
Il secondo piano ospita la sezione storico-artistica del Museo civico di Rieti. Fino al 1998 ospitava anche la biblioteca comunale Paroniana, oggi spostata nell'ex convento di Santa Lucia.

### Torre civica

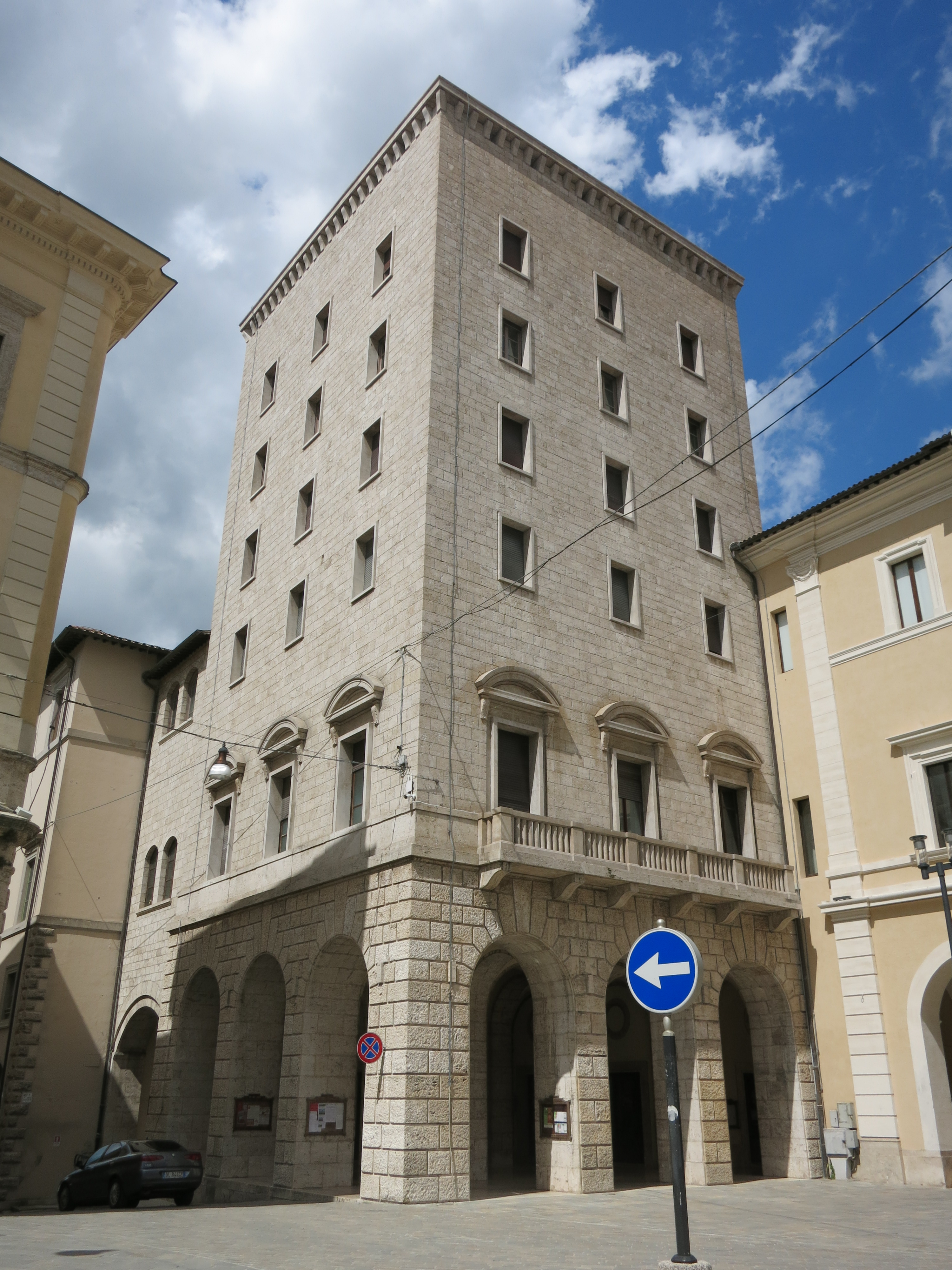
La torre civica

Sul fianco occidentale dell'edificio si erge la torre civica, edificio che ospita gli uffici tecnici dell'amministrazione comunale. Costruita nel 1940 su disegno dall'architetto Giuseppe Battistrada, si compone di cinque piani ed è alta complessivamente 32 metri.
L'edificio è in stile razionalista, con le pareti esterne rivestite in travertino. La sua posizione è leggermente arretrata rispetto al palazzo comunale vero e proprio, in modo da essere in linea con gli edifici sul lato nord della piazza e di via Garibaldi. I prospetti su piazza Vittorio Emanuele e su via Pennina sono perfettamente simmetrici, e hanno cinque ordini di finestre (tre per fila) più un ordine di tre arcate al piano terra, dove si trova un portico che comunica con quello del palazzo comunale. Le finestre degli ultimi tre ordini sono semplici rettangoli, invece quelle sul primo ordine sono più elaborate: sono munite di un balcone, nonché di un frontone, che richiama le forme neoclassiche delle finestre poste sulla facciata del palazzo comunale a quello stesso livello.

### Retro
Il retro dell'edificio affaccia su un declivio che, in seguito agli interventi di rimaneggiamento effettuati negli anni Quaranta e Cinquanta, è stato appianato con la realizzazione di un grande terrazzamento.
Lo spazio in superficie, posto al livello del municipio, ha il nome di largo Alfani ed è adibito a parcheggio per automobili, mentre i locali seminterrati, posti sotto la superficie del parcheggio, al livello della sottostante via Potenziani, sono adibiti a mercato coperto, ospitando inoltre alcuni esercizi commerciali e dei bagni pubblici.
Dagli anni novanta, tuttavia, il mercato coperto è chiuso e inutilizzato, ragion per cui da tempo si discute sulla possibilità di trovare una nuova destinazione d'uso al locale, o addirittura sulla proposta di abbattere il terrazzamento e ripristinare l'antica piazzetta.